# كلايس أدولف فلمنج
كلايس أدولف فلمنج (بالسويدية: Claes Adolph Fleming)‏ هو سياسي سويدي، ولد في 24 أبريل 1771 في السويد، وتوفي في 12 مايو 1831 في السويد.